# Cilangkap (Manonjaya)
Cilangkap is een bestuurslaag in het regentschap Tasikmalaya van de provincie West-Java, Indonesië. Cilangkap telt 5923 inwoners (volkstelling 2010).